# Alevis
Alevisme o Alevi (æˈlɛviː/, turc: Alevîlik o Alevileri, també anomenat Kizilbaix, xiïsme espiritual o sufí-xiïta pels estrangers) és una religió mística de l'islam batin, que fa una interpretació esotèrica de l'Alcorà. És també una branca de l'islam els seguidors de la qual es consideren seguidors del profeta Mahoma, del seu gendre Alí, dels dotze imams i del sant alevi Haji Bektaix Veli. Les pràctiques dels alevis estan basades en els elements sufís de l'orde bektaixi.
Els alevis són una minoria religiosa i cultural que viuen principalment a Turquia; són considerats xiïtes però les seves creences, tradicions i rituals mantenen diferències considerables amb aquesta branca. Els alevis són la segona comunitat musulmana més nombrosa de Turquia.

## Creences i pràctiques
Veneren Haji Bektaix Wali (en turc: Haci Bektaş Veli), un sant musulmà del segle xiii, com els sufís bektaixites. Molts alevis s'anomenen alevis-bektaixites, però aquesta identitat no és universalment acceptada. La moderna teologia està molt influïda per l'humanisme, l'universalisme i les antigues creences turques xamàniques. Per ser considerat alevi, has de néixer de mare o pare alevi.
Les seves pregàries es fan en "cases d'assemblea" (cemevi) i no en mesquites, i les cerimònies (âyîn-i cem) conclouen amb música i dansa (semah), amb la participació d'homes i dones. El culte no es fa en àrab sinó en la llengua pròpia i està molt associat a les tradicions folklòriques d'Anatòlia.
D'entre les seves especificitats es pot destacar:
- Amor i respecte per tothom; l'important no és la religió sinó les persones.
- Tolerància envers les altres religions i grups ètnics.
- Respecte pel treball de la gent; l'acte més important és el treball.
- Igualtat entre homes i dones; monogàmia.

## Història
L'origen dels alevis és discutit. Alguns situen el seu origen en els dotze imams; altres els consideren lligats a doctrines excèntriques del xiïsme com els alauites de Síria. Altres esmenten el substrat preislàmic barrejat amb teologia xiïta i alguns fins i tot hi veuen influències dels gnòstics romans d'Orient i dels cristians armenis. El cert és que moltes tribus turcmanes d'Anatòlia que s'havien convertit a l'islam al segle xiii van incloure elements de les creences del poeta Yunus Emre i de Haji Bektaix Wali.
A la segona meitat del segle XV van donar suport a la secta xiïta safàvida, després centrada a Arbil, que el 1501 va prendre el poder a Pèrsia, i els turcmans anomenats kizilbaixis pel seu turbant vermell amb dotze puntes, van quedar dividits; els xiïtes d'Anatòlia van quedar sota domini otomà i van evolucionar diferentment que els turcmans que havien quedat a Pèrsia. Des de la dècada del 1990 els alevis reclamen una identitat cultural pròpia. En general donen suport al laïcisme turc.